# جزيرة الظهرة (حجة)

تعديل مصدري - تعديل

جزيرة الظهرة (ظهرة ملقاط) هي إحدى جزر مديرية ميدي التابعة لمحافظة حجة، بلغ تعداد سكانها 49 نسمة حسب تعداد اليمن لعام 2004م.